# Georg Johan Wrangel
Georg (Jürgen) Johan Wrangel (af Jesse och Wrangelshoff), född 1657 i Reval, död 28 juni 1709, var en svensk militär.
Georg Johan Wrangel var son till lantrådet Fabian Moritz Wrangel och Anna Dorothea von Lode. Han blev officer 1674, kapten vid Närkes och Värmlands regemente 1680, major vid garnisonsregementet i Riga 1688 och överstelöjtnant 1699. Wrangel var överste och chef för Åbo, Björneborgs och Nylands läns tremänningsregemente till fot 1705–1709. Han stupade i slaget vid Poltava.